# 陈安娜
陈安娜（瑞典語：Anna Gustafsson Chen，1965年—），瑞典汉学家、翻译家，丈夫是华裔瑞典作家陈迈平（万之）。

## 生平
陈安娜于1965年在瑞典出生，1985年起在斯德哥尔摩大学中文系学习，曾师从著名汉学家马悦然。后赴隆德大学东方语言系深造，师从汉学家罗斯（Lars Ragvald），1997年获博士学位。她担任过斯德哥尔摩国际图书馆的图书管理员，现任职于瑞典盲文与录音读物图书馆。
她曾于1999年被拟任为瑞典驻华大使馆文化参赞，但由于其丈夫被中国政府认定为异议人士，她的任命遭到中国政府的反对，最终未能成行。这一事件也使得当时中瑞两国间的关系变得十分紧张。
她翻译过许多中国当代作家的作品，包括苏童、莫言、余华、虹影、韩少功、陈染等。對於因為她翻譯而導致莫言於2012年獲得諾貝爾文學獎的說法，她表示評審委員除了瑞典譯本外，也參考了英法德文譯本。

## 翻译作品

### 小说
- 苏童《妻妾成群》（Den röda lyktan : två berättelser från Kina，1993年）
- 莫言《红高粱家族》（Det röda fältet，1997年）
- 虹影《背叛之夏》（Svekets sommar，1998年）
- 虹影《饥饿的女儿》（Flodens dotter，1999年）
- 莫言《天堂蒜薹之歌》（Vitlöksballaderna，2001年）
- 哈金《等待》（Två kärlekar，2001年）
- 虹影《K》（K，2001年）
- 卫慧《上海宝贝》（Shanghai baby，2002年）
- 《当代中国短篇小说集》（Kina berättar: Solskenet i munnen : tio noveller，2003年）
- 春树《北京娃娃》（Beijing doll，2005年）
- 余华《活着》（Att leva，2006年）
- 马建《红尘》（Rött damm : en resa genom Kina，2007年）
- 马建《拉面者》（Nudelbagaren，2007年）
- 余华《许三观卖血记》（En handelsman i blod，2007年）
- 苏童《碧奴》（Binu och den stora muren，2008年）
- 裘小龙《双城案》（De röda råttorna，2008年）
- 韩少功《马桥词典》（Maqiao，2009年）
- 陈染《私人生活》（Privatliv，2012年）
- 莫言《生死疲劳》（Ximen Nao och hans sju liv，2012年）

### 儿童文学
- 蒋吉丽《红领巾》（Flickan med den röda halsduken，1999年）
- Christian Epanya《迪歐老爹的計程小巴》（Papa Diops taxi，2006年）
- Tô Hoai（2006年）
- Eyoum Nganguè（2007年）
- Ingrid Mennen（2009年）
- Mhlobo Jadezweni（2010年）
- Kopano Matlwa《椰子》（Coconut，2010年）
- 殷健灵《夏日和声》（Sommarsång，2011年）
- Nanoy Rafael（2012年）

### 其他
- 魏京生《狱中书信集》（Modet att stå ensam : breven från fängelset，1998年）
- Stephen Karcher《易经》（I Ching，1998年）
- Corinne Debaine-Francfort《重新发现古代中国》（Återupptäckten av det gamla Kina，1999年），系列叢書，譯自《加利瑪發現文庫》
- 释星云《迷悟之间》（Mellan okunskap och upplysning，2005年）
- Xiao Rundcrantz（2006年）
- 刘晓波《没有敌人，也没有仇恨：刘晓波诗文选》（Jag har inga fiender, jag hyser inget hat : valda texter och dikter，2011年）